# Graza
Œuvres principales
- Thorgal
- Complainte des landes perdues
- Hans

Grażyna Fołtyn-Kasprzak, plus connue sous le pseudonyme artistique de Graza, née en 1953 en Pologne, est une scénographe et coloriste de bande dessinée polonaise installée en Belgique. Elle est notamment connue pour les couleurs de Thorgal, de Jean Van Hamme et de Grzegorz Rosiński, et ses nombreuses collaborations avec ce dernier.

## Biographie
Graza naît en Pologne, où elle suit des cours de dessin et de peinture à l'Académie des beaux-arts de Cracovie. Elle y rencontre Kas, son futur mari. Elle travaille ensuite comme scénographe pour des théâtres polonais. En 1993, elle déménage avec Kas en Belgique, devenu dessinateur de bande dessinée, tout comme l'avait fait leur ami et collaborateur Grzegorz Rosiński avant eux.
Elle met en couleurs plusieurs séries à succès, comme Hans d'André-Paul Duchâteau et Kas ou Le Grand Pouvoir du Chninkel et Thorgal de Jean Van Hamme et Grzegorz Rosiński. Dans les années 2010, après avoir arrêté son travail sur Thorgal, elle met en couleur plusieurs albums du spin-off Les Mondes de Thorgal. Elle continue dans le même temps de travailler avec Kas,.

## Publications
- Complainte des landes perdues de Jean Dufaux et Grzegorz Rosiński (tomes 1 à 4)
- Thorgal de Jean Van Hamme et Grzegorz Rosiński (tomes 19 à 28)
- Hans d'André-Paul Duchâteau et Kas (tomes 7 à 12)
- Les Voyageurs de McLoed et Kas
- Shane de Jean-François Di Giorgio et Paul Teng
- Le Grand Pouvoir du Chninkel de Jean Van Hamme et Grzegorz Rosiński (édition en couleur)
- Halloween blues de Mythic et Kas
- L'Ordre impair de Rudi Miel, Cristina Cuadra García et Paul Teng
- Achtung Zelig!  de Krystian Rosenberg, Krzysztof Gawronkiewicz et Grzegorz Rosiński
- La Fille de Paname de Laurent Galandon et Kas, co-coloré avec Kas
- Les Mondes de Thorgal - Kriss de Valnor de Yves Sente et Giulio De Vita (tomes 2 à 4)
- Les Mondes de Thorgal - Louve de Yann et Roman Surzhenko (tomes 1 à 3)